# Salvador Alarma i Tastàs
Salvador Alarma i Tastàs (Barcelona, 18 de novembre de 1870 - ibídem, 26 de març de 1941) va ser un decorador i escenògraf modernista. Inicià la seva formació en el taller de Miquel Moragas i participà en els muntatges del Teatre Circ Barcelonès. L'any 1899, amb l'obra La culpable, encetà la seva llarga col·laboració amb el Teatre Íntim d'Adrià Gual. El 1905 participà en les dues temporades dels Espectacles i Audicions Graner, dedicades al repertori del teatre modernista català. A partir del 1911 es converteix en el principal animador de la nova experiència del Teatre de la Naturalesa. Dos anys més tard inicià la seva dedicació a l'òpera, amb una constant presència en les produccions del Liceu. El 1927 esdevingué director de la secció d'escenografia de l'Institut del Teatre.

## Biografia

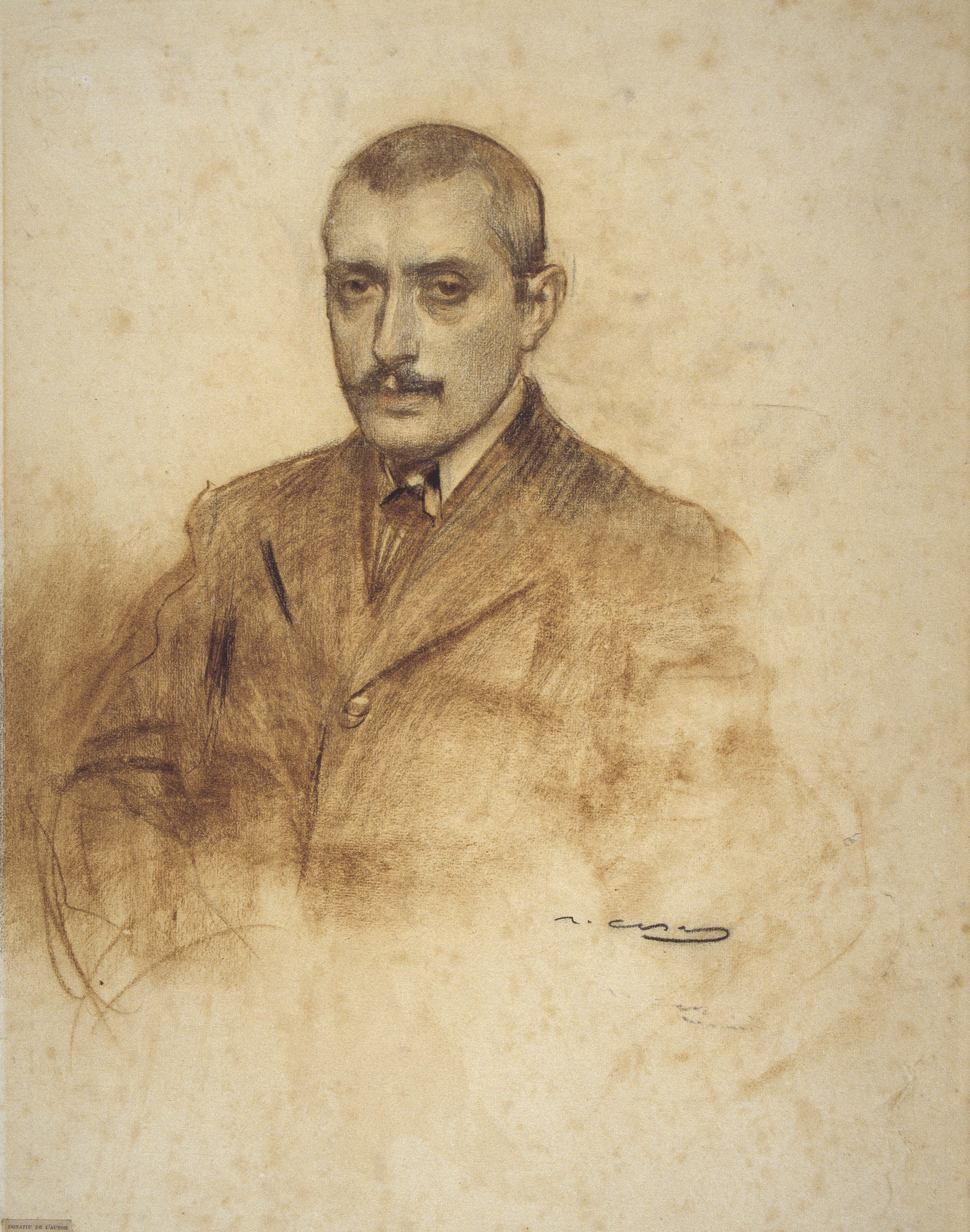
Alarma vist per Ramon Casas (MNAC)

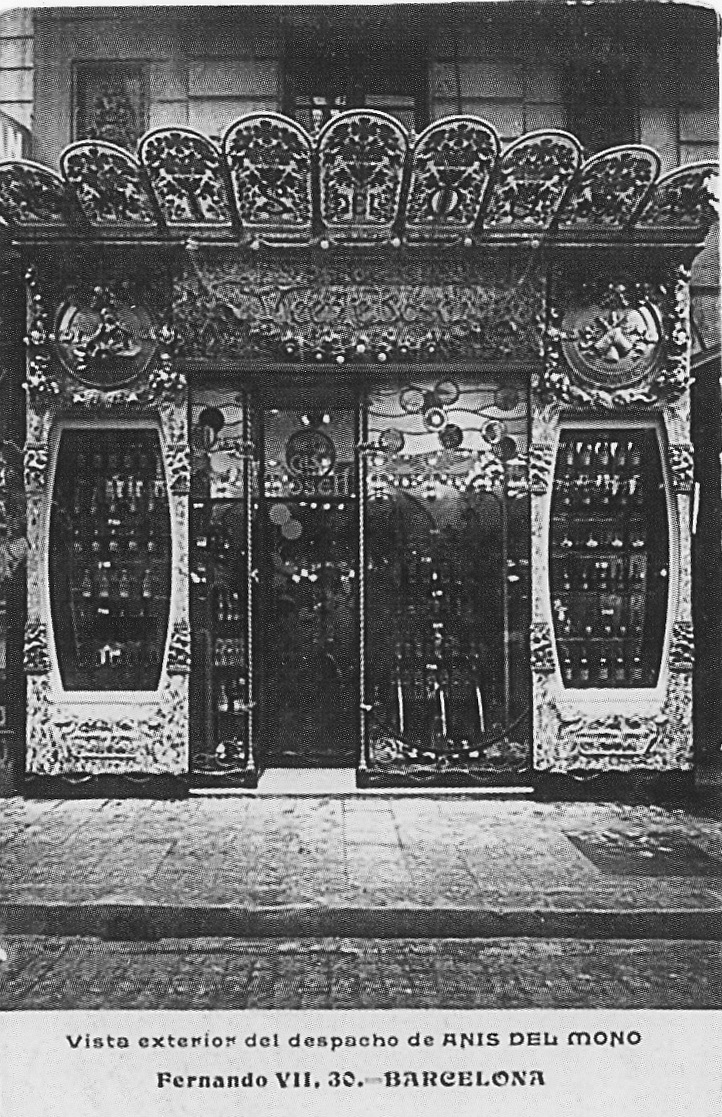
Va ser decorador d'establiments d'estil modernista, com el del Anís del Mono, guanyador d'un premi de l'Ajuntament de Barcelona el 1905

Va néixer a Barcelona, fill de Teodor Alarma i Lucena, pintor, i de Dolors Tastàs i Ibran, ambdós de Barcelona. A la seva família la pintura decorativa era un ofici que venia de generacions. El seu besavi Joan Alarma i el germà d'aquest, en Gabriel, foren pintors, autors d'obres murals i de miniatures, respectivament. Els frescos de la catedral de Tarragona (capella del Sagrament) concebuts al segle xvi per l'alemany Isaac Hermes foren restaurats per en Gabriel Alarma.
El primer escenògraf fou l'avi de Salvador Alarma, dit Joan, qui treballava al taller d'en Josep Planella. El pare de Salvador, Teodor Alarma, va treballar amb Francesc Soler i Rovirosa en concepte d'encarregat de la pintura decorativa.
Salvador Alarma estudià a l'escola de la Llotja, on fou deixeble dels pintors Josep Planella i Coromina i Ramon Amado. Aprengué les tècniques de l'escenografia de Francesc Soler i Rovirosa, i l'any 1888 passà a treballar als tallers del seu oncle Miquel Moragas i Ricart, dels quals esdevindria propietari.
Alarma tenia seu taller l'escenògraf al Teatre Circ Barceloní per on varen passar els seus deixebles entre 1870 i 1930. Hi figuren molts noms com Vallvé i Ventosa. Però el més destacat fou Josep Mestres i Cabanes qui després de molts anys d'aprendre l'ofici al seu taller, va ser soci d'Alarma.
La seva primera obra fou la representació a l'aire lliure de Flors del Cingle, d'Ignasi Iglésias i Pujadas.
Creava sumptuosos escenaris amb uns efectes lumínics i ambientals propis d'un quadre, convertint-se en el decorador idoni per als autors del seu temps: Àngel Guimerà, Adrià Gual, Apel·les Mestres, etc.
Va treballar de forma habitual per al Gran Teatre del Liceu a Barcelona i per alguns teatres de Madrid, com el "Teatro Martin" per al qual dissenyà un teló l'octubre de 1931, o per al Teatre Cervantes de Buenos Aires, per al qual va pintar el sostre el 1921. Fou l'autor de la decoració original del teatre Metropol de Tarragona, obra de Josep Maria Jujol. També va fer uns quants decorats per a obres representades al mateix teatre cap al 1910. Fou autor d'elements decoratius del Casino Foment d'Igualada.
Fou contemporani i gran amic dels també escenògrafs i decoradors Oleguer Junyent i Maurici Vilomara.
Com a decorador va aplicar un modernisme exuberant i sumptuós als establiment comercials, teatres i sales on va treballar.

## Obra destacada
Entre les seves obres més destacades trobem:
- 1902 Cinematògraf Diorama[8]
- 1903 Sala de ball La Paloma[9]
- 1905 Magatzem i oficina Anís del Mono de Vicenç Bosch, al carrer Ferran 30. Va obtenir una menció al Concurs anual d'edificis artístics de l'Ajuntament de Barcelona.[10]
- 1909 Bar La Luna a la plaça de Catalunya, 9. Va guanyar el primer premi en la categoria d'establiments al Concurs anual d'edificis artístics de l'Ajuntament de Barcelona.[11]
- 1910 Establiment «objetos sanitarios modernos» Francisco Sangrá a la Rambla, 10. Va guanyar el primer premi en la categoria d'establiments al Concurs anual d'edificis artístics de l'Ajuntament de Barcelona.[12]
- 1927 Palau Reial de Pedralbes. El taller de Salvador Alarma es va encarregar de pintar l'entrada principal, l'escala d'honor i els passadissos de la residència en estil isabelí. També va dissenyar el gran llum de damunt l'escala i les baranes de marbre. L'encarregat del taller en aquella obra fou Josep Mestres i Cabanes que en aquella època treballava d'encarregat amb Alarma.[5]

## Fons
El Centre de Documentació i Museu de les Arts Escèniques conserva gran part dels teatrins i esbossos de la seva escenografia. Es poden trobar a Escena Digital.